# 生沢佑一
生沢 佑一（いくざわ ゆういち、1958年5月31日 - ）は、日本のミュージシャン兼シンガーソングライター。大阪府大阪市港区出身。血液型はO型。本名は三浦 知也、旧芸名は弾 ともや。

## 略歴
- 1974年 - 弾ともや名義でフィリップス・レコードから『土曜の午後のロックン・ロール』でレコードデビュー。
- 1976年 - ロックバンド「ローズマリー」に参加。
- 1983年 - 「生沢佑一」に改名し、アルバム『ミステリアス』でデビュー。
- 1992年 - 自身の音楽プロジェクト、TWINZERを始動。
- 1993年 - 『前田亘輝 & HIS BLUES FRIENDS』に参加、同名のアルバムで生沢書き下ろしのオリジナル2曲を収録。
- 1994年 - 元BLIZARDの松川敏也加入により、TWINZERを生沢のプロジェクトから、音楽ユニットとしての活動を行う。1996年、松川の脱退により、生沢のプロジェクトに戻す。
- 1996年 - B'zの松本孝弘のソロプロジェクト『 Rock'n Roll Standard Club BAND』のボーカルとしてアルバム『Rock'n Roll Standard Club』をリリースし、ツアーを回る。
- 1999年 - STUPID ANGELのvoとしてアルバム『Stupid Angel』をリリース。同バンドにおいて生沢はガンター・メイスンと言う仮名で参加していた。
- 2000年 - TWINZERとしての活動を凍結。以降、苗字の読みを「いくさわ」から改名当時の「いくざわ」に戻す。ハードロックを主としたライブ活動を積極的に行うようになる。
- 2002年 - 遊☆戯☆王デュエルモンスターズ主題歌シングル『WARRIORS』をリリース。以降ほかのアニメやゲームの主題歌、童謡などにも多数参加している。
- 2004年 - BLAZEのVoとしてアルバム『Danger Zone』リリース。
- 2006年 - BLAZEのLiveDVD『Live In Japan』をリリース。
- 2010年 - AIK名義でアルバム「AIKHOLIC」をリリース。
- 2012年1月25日 - AIKHOLIC第2弾アルバム「AIKHOLIC in Blue」リリース。
- 2012年3月28日 - 松本孝弘楽曲、土屋アンナとのコラボレーション楽曲「All Right Now」リリース。
- 2014年 - キング・クリームソーダ名義「ゲラゲラポーのうたリリース」（オリコンチャート4位）「祭り囃子でゲラゲラポー/初恋峠でゲラゲラポー」（オリコンチャート2位）をリリース。
- 2015年5月27日 - JTCMソング（アナザースカイ限定）「ひといきつきながら」をリリース。
- 2017年2月22日 - ミニ・アルバム『魂 ～がらんどう～』をリリース。
- 2020年 - 休業期間を経て再始動ライブ「Reunion」を開催。

## バンド活動
- Rock'n Roll Standard Club BAND
- TWINZER
- BLAZE
- HARD ROCKS
- キング・クリームソーダ（ZZROCK（ジージーロック）名義。2014年〜）[1]

## ディスコグラフィー

### 弾ともや

#### シングル
1. 土曜の午後のロックン・ロール（1974年7月）
2. 青春の日のマリー（1974年11月）

### 生沢佑一

#### シングル
1. ミステリアス・センセーション（1983年5月16日）
2. ミステリアス・ウーマン（1983年5月16日）
3. ラヴ・イズ・オーヴァー（1983年9月25日）
4. 花別離（わかれ）（1984年3月1日）
5. HOT NIGHT（1984年11月5日）
6. SUMMER TIME（1984年6月21日）
7. ミラクル・ビーチ（1985年5月25日）
8. 不思議に愛して（1985年2月5日）
9. WARRIORS（2002年）
10. EYE'S（2004年）
11. 人、神、機 -Man God Machine-（2006年）
12. ひといきつきながら（2015年）

#### アルバム
1. ミステリアス（1983年）
2. 花わかれ（1984年）
3. 魂～がらんどう～（2017年2月22日）※6曲入り。「ひといきつきながら -MUSIC CLIP-」DVD付属

### TWINZER
TWINZERのディスコグラフィ参照

### BLAZE

#### アルバム
1. Danger Zone（2004年）

#### DVD
1. Live In Japan（2006年）

### キング・クリームソーダ
キング・クリームソーダのディスコグラフィ参照

### その他
1. DANCE TO THE CHRISTMAS CAROL（1989年）
M-6:BLUE CHRISTMAS
M-8:SANTA CLAUS ISCOMING TO TOWN
2. 「BEST GUY」サウンドトラック（1990年）
M-1:RIDIN' HIGH
M-2:WHERE THE HEROES NOW
M-12:LADY LUCK
3. ホテルウーマン オリジナルサウンドトラック（1991年）
M-6:Hard to Say Good-bye
4. SING!! 〜SEGA GAME MUSIC presented by B.B.Queens（1992年）
M-3:AFTER TONIGHT
M-6:SPEED OF LOVE
5. オムニバスアルバム SUPER ROCK SUMMIT 〜天国への階段〜（1999年）
M-1:KASHMIR
M-4:STARWAY TO HEAVEN,M-12:HOT DOG）
6. オムニバスアルバム RAINBOW EYES〜Super Rock Summit 2（1999年）
M-12:STREET OF DREAMS）
7. 2002年度+α NHKむしまるQゴールド～ホタル・カリフォルニア～（2002年）
M-5:ホタル・カリフォルニア
8. METALLIC WARCRY（2004年）
M-2:Evil Shine
M-3:Redeem your dream
9. パチスロ 装甲騎兵ボトムズ  オリジナルソング（2011年）
60億年目のアダムとイブ

## レコーディング参加
- 安宅美春「KNOCK ME」
- 宇徳敬子「あなたは 私の ENERGY」
- EDGE（水野松也）「どこかで君の声が聴こえてくる」
- 大黒摩季「夏が来る」「ら・ら・ら」「熱くなれ」他多数
- 大黒摩季 featuring 生沢佑一 , 徳永暁人(doa) , 上原大史(WANDS) , Marty Friedman on Guitar「GET YOUR WAVE」
- 織田哲郎「朝がくるまで」「いかした奴? -Satisfied」「いつの日か、きっと」
- 栗林誠一郎「Good-bye to you」
- ZARD「負けないで」「Don't you see!」他多数
- ZYYG「君が欲しくてたまらない」「ONE NIGHT HEAVEN」「ぜったいに 誰も」
- ZYYG,REV,ZARD&WANDS featuring 長嶋茂雄「果てしない夢を」
- TEARS「眩しいほど奇麗になったね」「自由への翼」
- DEEN「翼を広げて」「Memories」
- FIELD OF VIEW「君がいたから」「突然」
- TUBE「明日への道（Al「Melodies & Memories」）」「ゆずれない夏」他
- T-BOLAN「サヨナラから始めよう」「わがままに抱き合えたなら」『SO BAD』『HEART OF STONE』『LOOZ』他
- DON'T LOOK BACK「TRUE LOVE」
- 七緒香「恋は舞い降りた」「アノヒト」
- BAAD「どんな時でもHold Me Tight」
- PAMELAH「LOOKING FOR THE TRUTH」
- B'z「愛のままにわがままに 僕は君だけを傷つけない」「Don't Leave Me」他
- 松本孝弘『Rock'n Roll Standard Club』『KNOCKIN'“T”AROUND』
- MAGIC「パステルカラーに染めてくれ」
- MANISH「眠らない街に流されて」「イラナイ」「夢の飛行機」
- MOON「時間が止まらない」
- 矢嶋良介「サヨナラMISTY DAYS」
- Riding『FIRST RIDING』
- Litz Co.「青い夏に身をまかせ」
- REV「甘いKiss Kiss」「抱きしめたい」「Freedom」
- WANDS「このまま君だけを奪い去りたい（DEENのセルフカバー曲）」「Crazy Cat」「Foolish OK」「Brand New Love」
- サウンドトラック「BEST GUY」